# Portavadie
Portavadie är en by i Kilfinan, Cowal, Argyll and Bute, Skottland. Byn är belägen 5 km från Kames. Det går en färja till Tarbert.